# Малая Шилекша
Малая Шилекша — река в России, протекает по Макарьевскому району Костромской области. Устье реки находится в 14 км от устья Шилекши по левому берегу. Длина реки составляет 21 км, площадь водосборного бассейна — 46,2 км².
Исток реки в лесном массиве в 45 км к юго-востоку от Макарьева близ границы с Нижегородской областью. Течёт на запад и северо-запад по ненаселённому, частично заболоченному лесу. крупных притоков и населённых пунктов нет.

## Данные водного реестра
По данным государственного водного реестра России относится к Верхневолжскому бассейновому округу, водохозяйственный участок реки — Унжа от истока и до устья, речной подбассейн реки — Бассей притоков Волги ниже Рыбинского водохранилища до впадения Оки. Речной бассейн реки — (Верхняя) Волга до Куйбышевского водохранилища (без бассейна Оки).
Код объекта в государственном водном реестре — 08010300312110000016805.